# Brasileiro de Seleções Sub-15 de Futsal
Il Campeonato Brasileiro de Seleções Sub-15 de Futsal, detto anche semplicemente Brasileiro de Seleções Sub-15 è un campionato brasiliano per selezioni statali giovanili.
Con il nome di Campeonato Brasileiro de Seleções Infantil si è svolto per la prima volta nel 1981 con cadenza biennale sino alla sospensione terminata con una nuova edizione nel 2001, ha mutato nome in quello attuale a partire dall'edizione 2005.

## Edizioni

### Brasileiro de Seleções Juvenil
| Anno | Ospite          | Campione       | Vicecampione   | Terzo posto | Quarto posto   |
| ---- | --------------- | -------------- | -------------- | ----------- | -------------- |
| 1981 | Duque de Caxias | San Paolo      | Rio de Janeiro | Paraná      | Ceará          |
| 1983 | San Paolo       | San Paolo      | Minas Gerais   | Paraná      | Rio de Janeiro |
| 1985 | Recife          | Rio de Janeiro | San Paolo      | Pernambuco  | Paraiba        |
| 2001 | Juiz de Fora    | Minas Gerais   | Pernambuco     | San Paolo   | Santa Catarina |

### Brasileiro de Seleções Sub-15
| Anno | Ospite       | Campione   | Vicecampione   | Terzo posto | Quarto posto      |
| ---- | ------------ | ---------- | -------------- | ----------- | ----------------- |
| 2005 | San Paolo    | San Paolo  | Minas Gerais   | Paraná      | Pernambuco        |
| 2006 | Uberlândia   | Pernambuco | Rio de Janeiro | Pará        | Rio Grande do Sul |
| 2008 | Campo Grande | Pernambuco | Santa Catarina | Ceará       | San Paolo         |

## Riepilogo vittorie
| Vittorie   | Stato          | Anno/i           |
| ---------- | -------------- | ---------------- |
| 3 edizioni | San Paolo      | 1981, 1983, 2005 |
| 2 edizioni | Pernambuco     | 2006, 2008       |
| 1 edizione | Rio de Janeiro | 1985             |
| 1 edizione | Minas Gerais   | 2001             |